# Unterstützungskommando der Bundeswehr
Das Unterstützungskommando der Bundeswehr (UstgKdoBw) ist eine höhere Kommandobehörde der Bundeswehr in Bonn.

## Auftrag
Das Unterstützungskommando der Bundeswehr führt den Unterstützungsbereich truppendienstlich und übernimmt Verwaltungsaufgaben für die im Unterstützungsbereich gebündelten Fähigkeiten der Gesundheitsversorgung, Logistik, ABC-Abwehr, Feldjägerwesen samt Wachbataillon und zivil-militärische Zusammenarbeit. Darüber hinaus wird der Sanitätsdienst der Bundeswehr durch das Kommando gesteuert.

## Gliederung
Das Unterstützungskommando der Bundeswehr wird von einem Generalleutnant (oder vergleichbarer Dienstgrad) geführt. Der Stellvertreter des Befehlshabers ist gleichzeitig der Befehlshaber des Zentralen Sanitätsdienstes der Bundeswehr sowie der Wehrmedizinische Berater (Chief Medical Officer) für die Leitung des Bundesministeriums der Verteidigung.

## Geschichte
Die Aufstellung des Unterstützungskommandos der Bundeswehr wurde am 4. April 2024 vom Bundesminister der Verteidigung, Boris Pistorius, angekündigt. Das Kommando wurde im Wesentlichen unter Heranziehung des Kommandos Streitkräftebasis sowie des Kommandos Sanitätsdienst der Bundeswehr zum 1. Oktober 2024 aufgestellt. Die Stellung des Unterstützungskommandos ist im Osnabrücker Erlass geregelt. Am 29. April 2025 erfolgte der feierliche Appell zur Indienststellung.

## Unterstellte Truppenteile
Dem Unterstützungskommando der Bundeswehr sind folgende Fähigkeitskommandos und Dienststellen unterstellt:
- Unterstützungskommando der Bundeswehr
  -  ABC-Abwehrkommando der Bundeswehr
  -  Bundesakademie für Sicherheitspolitik
  -  Deutsche Militärische Vertreter im Militärausschuss der NATO und bei der EU
  -  Joint Support and Enabling Command (Deutscher Anteil)
  -  Kommando Feldjäger der Bundeswehr
  -  Kommando Gesundheitsversorgung der Bundeswehr
  -  Kommando Zivil-Militärische Zusammenarbeit
  -  Logistikkommando der Bundeswehr
  -  Multinationales Kommando Operative Führung
  -  Planungsamt der Bundeswehr
  -  Streitkräfteamt

## Kommandoführung und Abteilungsleiter
| Nr. | Name                         | Beginn der Amtszeit | Ende der Amtszeit |
| --- | ---------------------------- | ------------------- | ----------------- |
| 1   | Generalleutnant Gerald Funke | 1. Okt. 2024        |                   |

| Nr. | Name                               | Beginn der Amtszeit | Ende der Amtszeit |
| --- | ---------------------------------- | ------------------- | ----------------- |
| 1   | Generaloberstabsarzt Ralf Hoffmann | 1. Okt. 2024        |                   |

| Nr. | Name                      | Beginn der Amtszeit | Ende der Amtszeit |
| --- | ------------------------- | ------------------- | ----------------- |
| 1   | Generalmajor Stefan Zeyen | Apr. 2025           |                   |